# Св. св. Кирил и Методий (Иваняне)
„Св. св. Кирил и Методий“ е българска православна църква в софийското село Иваняне. Храмът е част от Софийската епархия.

## История
Църквата е изградена в 1914 година на място, подарено в 1903 година от Григор Братоев и Минчо Кръстев. Според местните легенди в близост до църквата имало орлово гнездо и на Гергьовден край храма се правел курбан, при който след като попът заколи агнето, се носило месо на орела.
Църквата е еднокорабен и кръстокуполен храм с малък притвор. Изградена е от тухли и хоросан. Иконостасът на храма е дело на дебърски майстори от рода Филипови.